# Osmorhiza aristata
Osmorhiza aristata là một loài thực vật có hoa trong họ Hoa tán. Loài này được (Thunb.) Rydb. mô tả khoa học đầu tiên năm 1894.

## Hình ảnh

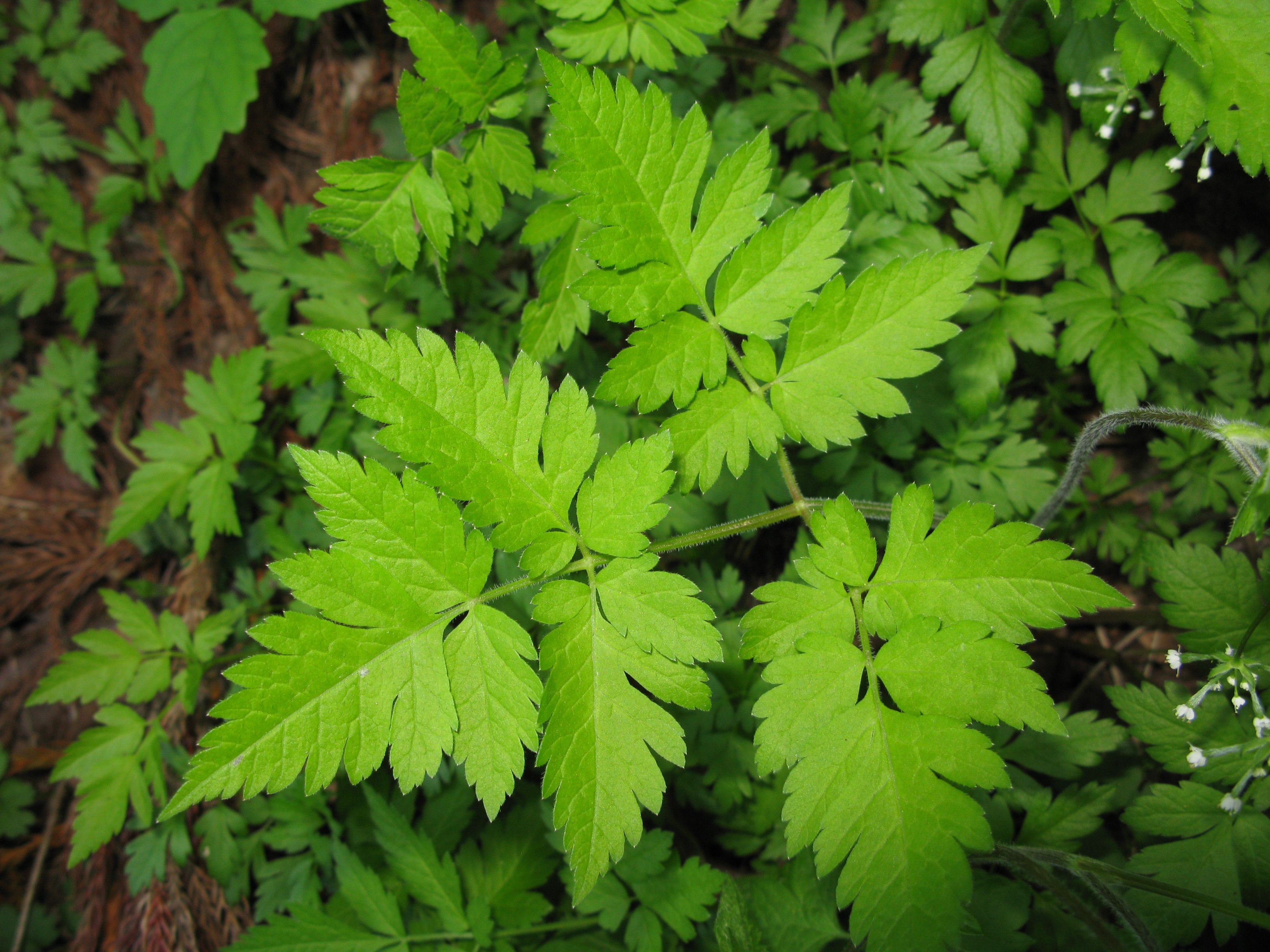
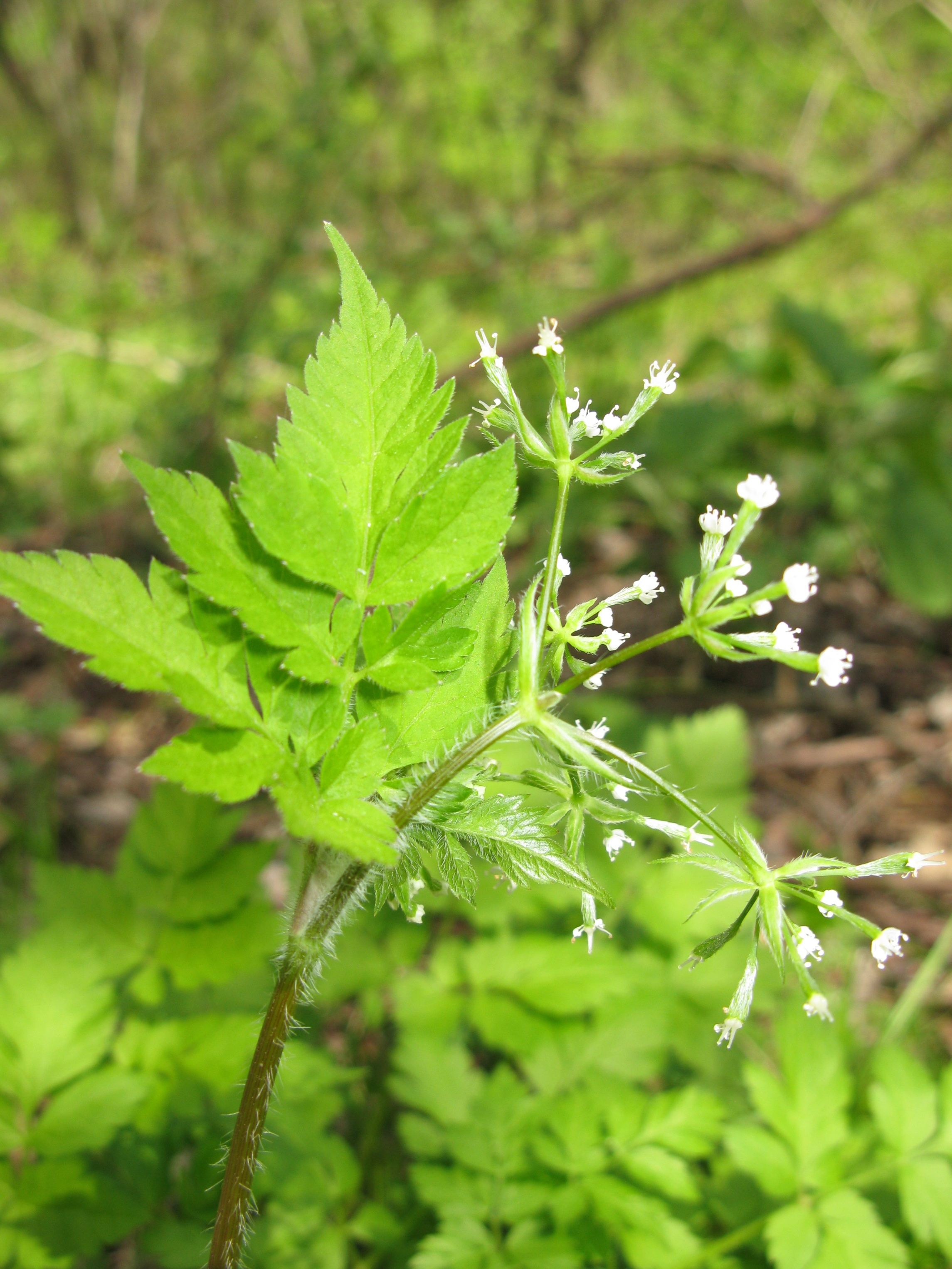